# Gordioida
Gordioida es una clase de nematomorfos que son parásitos de ortópteros y con frecuencia de otros artrópodos. 
Los nematomorfos al igual que sus parientes cercanos los nematodos necesitan complementar su estadio larvario dentro de su huésped, aunque las formas adultas no sean parásitos las larvas son perjudiciales para grupos como los artrópodos. Suelen habitar en lugares terrestres húmedos o arroyos. La clase comprende más de 320 especies descritas, la mayoría de las especies de nematomorfos.

## Taxonomía
Contiene los siguientes órdenes, familias y géneros:
- Orden Gordea
  - Familia Gordiidae
    - Género Gordius
- Orden Chordodea
  - Familia Chordodidae
    - Género Chordodes
    - Género Euchordodes
    - Género Neochordodes
    - Género Paleochordodes
    - Género Pseudochordodes
    - Género Spinochordodes

  - Familia Parachordodidae
    - Género Beatogordius
    - Género Gordionus
    - Género Parachordodes
    - Género Parachordionus

  - Familia Chordodiolinidae
    - Género Chordodiolus

  - Familia Paragordiidae
    - Género Paragordius